# 玛丽亚娜拉·努涅兹
瑪麗亞娜拉·努涅茲，OBE（西班牙語：Marianela Núñez，1982年3月23日—），是一位出生在阿根廷著名的芭蕾舞者，是著名的英國皇家芭蕾舞團的首席舞蹈演員。努尼斯以她在天鵝湖及睡美人中的紫丁香仙子（Lilac Fairy）的表演最為人所熟悉並受好評。